# Gottlieb Rau

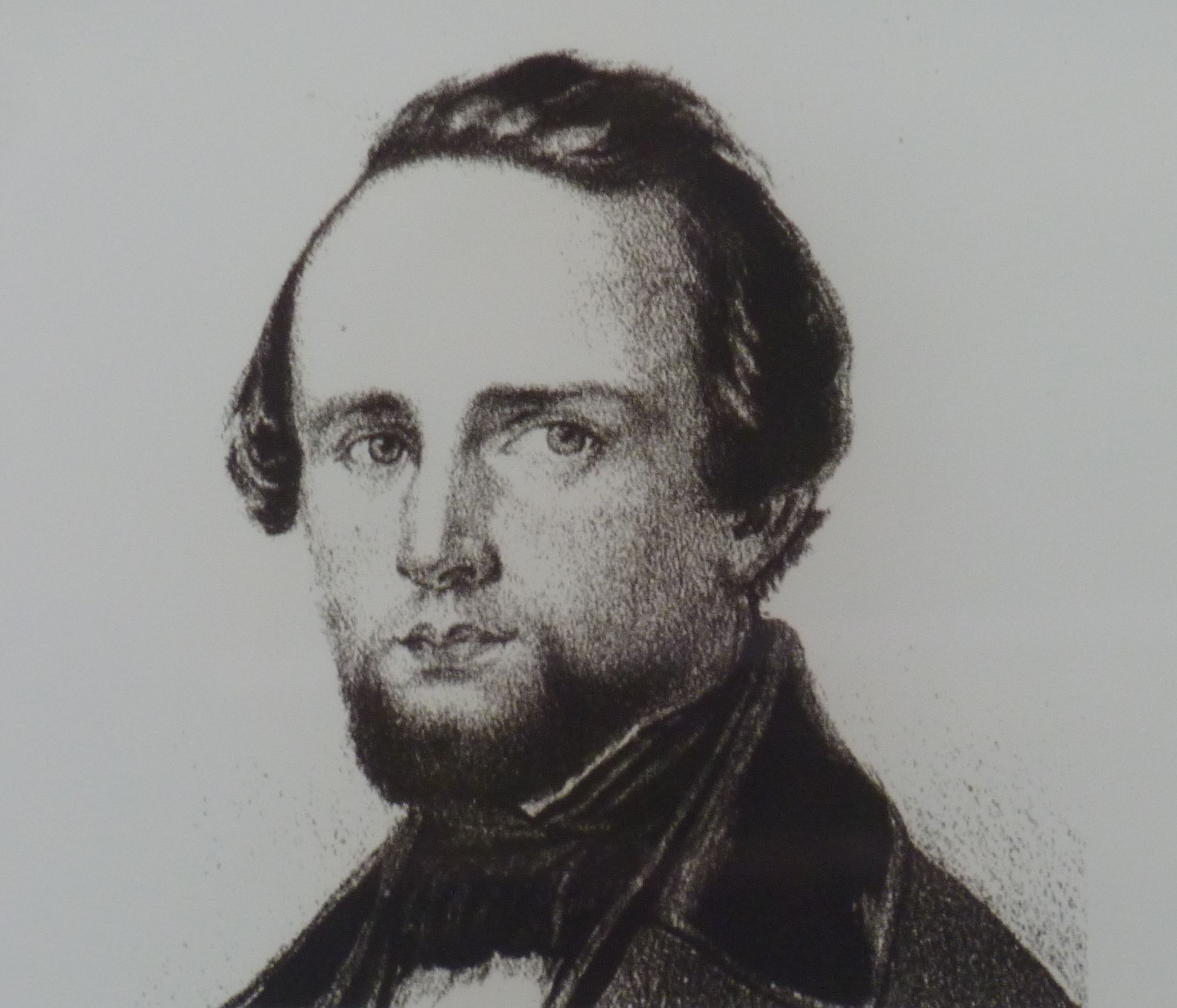
Gottlieb Rau. Abbildung Infotafel auf dem Hohenasperg

Gottlieb Rau (* 15. Januar 1816 in Dürrwangen bei Balingen; † 2. Oktober 1854 in New York City) war ein deutscher Industrieller, Publizist, Politiker und republikanischer Agitator in der Deutschen Revolution 1848/1849.

## Lebenslauf
Rau wurde als Sohn eines Bauern in der Nähe von Balingen (Württemberg) geboren. Dort war er Schüler der Lateinschule, einer seiner Mitschüler war Georg Herwegh. Durch Heirat kam er 1839 in den Besitz einer Glasfabrik in Großerlach, die er nach dem Tod seiner Frau 1843 nach Gaildorf verlegte. 1845 begann er, wirtschaftspolitische Leitartikel für die oppositionell-demokratische Tageszeitung „Der Beobachter“ in Stuttgart zu verfassen. Darin setzte er sich für die staatliche Unterstützung für die württembergische Industrie ein. Konkret forderte er ein Handelsministerium, „das über die Kultur und Handels-Verhältnisse in der ganzen Welt unterrichtet ist“.
1846 kandidierte er im Wahlkreis Urach erfolglos für den württembergischen Landtag. Während der Märzrevolution 1848 organisierte Rau stark besuchte Volksversammlungen in Gaildorf, auf denen die Abschaffung aller Grund- und Feudallasten ohne Entschädigung verlangt wurde. Im April 1848 schloss er sich in Stuttgart dem demokratischen Verein an. Am 6. April forderte er auf einer Stuttgarter Volksversammlung den Sturz der Monarchie und die Einführung der Republik: „Das Volk kann bei dem Anblick verhungerter Leichen den Glanz von Königs- und Kaiserkronen nicht mehr ertragen. (…) Die Republik ist das Mittel, den Volksbedürfnissen die schnellste und wirksamste Abhilfe zu gewähren“.
Ende April 1848 kandidierte Rau im Wahlkreis Schwäbisch Hall um ein Mandat für die deutsche Nationalversammlung; er unterlag deutlich dem ihm politisch nahestehenden Wilhelm Zimmermann.
Im Mai 1848 gründete Rau in Stuttgart Die Sonne, die erste republikanische Tageszeitung im Königreich Württemberg, die bis Mitte 1849 erschien. Auf dem Kongress der demokratischen Vereine in Frankfurt am Main wurde er im Juni neben Julius Fröbel in den fünfköpfigen Zentralausschuss gewählt, der seinen Sitz nach Berlin verlegte. Fröbel schildert Rau in seinen Erinnerungen als „Demokraten kindlichsten Gemüts“.
Als im Herbst 1848 die revolutionäre Bewegung wieder Auftrieb bekam (Struve-Putsch), plante Rau einen bewaffneten Sternmarsch zu einer Volksversammlung nach Cannstatt, um die Einführung der Republik in Württemberg zu erzwingen. Er selbst agitierte am 24. September vor 4000 Zuhörern in Rottweil, von wo aus sich am nächsten Tag rund 1000 teilweise bewaffnete Männer in Richtung Stuttgart in Bewegung setzten. Unter dem Eindruck des Scheiterns von Gustav Struves Aufstandsversuch in Baden und weil die Unterstützung aus anderen Landesteilen weitgehend ausblieb, löste sich der Freischärlerzug am 26. September in Balingen wieder auf. Weil viele Teilnehmer ihre Enttäuschung im Schnaps ertränkten, ist er im Volksmund als Zwetschgenfeldzug bekannt.
Rau wurde verhaftet und auf der Festung Hohenasperg inhaftiert. Im laut einem Berichterstatter „größten politischen Prozess seit Bestehen der Schwurgerichte in Württemberg“ wurde er 1851 zu 13 Jahren Festungshaft verurteilt. Die durch seine Haft führungslose Glasfabrik ging unterdessen bankrott. Zu seiner Haft auf der Festung Hohenasperg wird berichtet :
„Hohenasperg, 5. Okt. 1848 : ...die politischen Gefangenen Rau (u.a. ) sind im obersten Stock (Mansarde) der Civil-Straf-Anstalt .... untergebracht, so daß die Vergehens-Genossen nicht nebeneinander wohnen und daher auch ein Verständnis untereinander nicht möglich ist....Sämtliche Gefangene verhalten sich ruhig und sind mit ihrer Verköstigung und Unterbringung nach ihren Äußerungen ... soweit zufrieden.“
1853 wurde Rau begnadigt und reiste nach Amerika aus. In New York eröffnete er ein Hotel, das für viele deutsche Auswanderer und Flüchtlinge zur ersten Station in der Neuen Welt wurde.
Wie wurde Rau in seiner Hauptwirkungszeit 1848/49 ansonsten charakterlich eingeschätzt?

...Rau war ein Mann von Geschick und Geist, der sich nicht leicht von den Behörden überführen ließ. Durch maßvolle Form suchte er die Gewaltsamkeit seiner Prinzipien abzuschwächen, so auch in dem von ihm herausgegebenen Tagblatt „Die Sonne“.....Auf dem Marktplatz in Sulz hielt Rau (Ende Sept. 1848) seine letzte Rede, aber mit gebrochener Kraft. .... Rau wurde schwer enttäuscht, da der Zuzug (zur revolutionären Volksversammlung nach Cannstatt, s.o.) ausblieb. ... So wurde er (Ende Sept. 1848)  verhaftet (er stellte sich freiwillig nachdem er von seiner steckbrieflichen Fahndung erfahren hatte). Die Akten nennen Rau und andere Mitstreiter „...demokratische Republikaner mit sozialistischer Richtung“.

## Werke
- Der Zustand des Landes wie er war, wie er ist und wie er seyn sollte, Stuttgart 1847.